# کالوجرووو (بلا تسرکوا)
کالوجرووو (به صربی: Kaluđerovo) یک منطقهٔ مسکونی در صربستان است که در ناحیه بانات جنوبی واقع شده‌است. کالوجرووو ۱۳۲ نفر جمعیت دارد و ۱۲۱ متر بالاتر از سطح دریا واقع شده‌است.